# Jardin du Port-de-la-Tournelle
Le jardin du port de la Tournelle est un espace vert du 5e arrondissement de Paris, en France.

## Situation et accès
Situé sur les bords de Seine, le jardin est accessible par le 4, quai de la Tournelle.
Il est desservi par la ligne 10 à la station Maubert - Mutualité.

## Historique
Le jardin est créé en 1977.